# 夏島町
夏島町（なつしまちょう）は神奈川県横須賀市の町名。丁目の設定のない単独町名である。住居表示は未実施。追浜地区の海側、市の北端にあり、主として埋立地からなる工場地帯である。北側は平潟湾口をはさんで横浜市金沢区に対する。

## 概要
夏島はかつてあった島の名前であり、ここで発見された国指定の史跡・夏島貝塚が有名。またいくつかの船舶の名の由来にもなっている（関連項目参照）。もう一つの烏帽子島とともに埋め立てられて地続きになり、夏島は現在丘として残っている。なお、対岸にある野島は元は陸繋島であり、南にある吾妻島は半島であった（現在はいずれも運河で分断されて島となっている）。夏島の名は、冬でも温暖で雪が積もらないためといわれる。

## 歴史

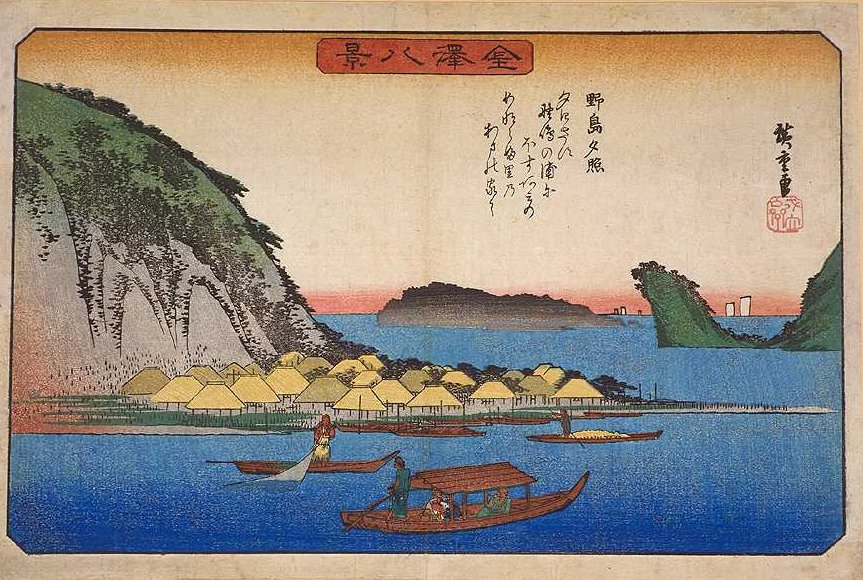
歌川広重「金澤八景 野島夕照」左は野島、その右側が夏島。

夏島貝塚は、初期の縄文土器である夏島式土器が出土した標式遺跡として知られる。この土器の時期は9千年以上前とのデータがあり、この時代既に夏島に人が住み、漁労・採集・狩猟による生活を営んでいたことが明らかになっている。
江戸時代には北側のいわゆる金沢八景とともに景勝地として知られた。
明治時代前期には陸軍が横須賀港に隣接する夏島を買収した。ここには伊藤博文の別荘が建てられ、1887年に大日本帝国憲法の草稿（夏島憲法）が作られた（現在は記念碑がある）。1916年に島の周囲が埋め立てられて横須賀海軍航空隊基地（のち独立して追浜海軍航空隊）となった。戦後はアメリカ軍に接収され、1972年に返還された。その後工業地帯となり、日産自動車追浜工場や住友重機械工業横須賀製造所が建設された。

## 世帯数と人口
2023年（令和5年）4月1日現在（横須賀市発表）の世帯数と人口は以下の通りである。
| 町丁   | 世帯数  | 人口    |
| ------ | ------- | ------- |
| 夏島町 | 516世帯 | 1,276人 |

### 人口の変遷
国勢調査による人口の推移。
| 年                 | 人口  |
| ------------------ | ----- |
| 1995年（平成7年）  | 218   |
| 2000年（平成12年） | 212   |
| 2005年（平成17年） | 1,249 |
| 2010年（平成22年） | 1,367 |
| 2015年（平成27年） | 1,375 |
| 2020年（令和2年）  | 1,322 |

### 世帯数の変遷
国勢調査による世帯数の推移。
| 年                 | 世帯数 |
| ------------------ | ------ |
| 1995年（平成7年）  | 81     |
| 2000年（平成12年） | 83     |
| 2005年（平成17年） | 454    |
| 2010年（平成22年） | 468    |
| 2015年（平成27年） | 483    |
| 2020年（令和2年）  | 498    |

## 学区
市立小・中学校に通う場合、学区は以下の通りとなる（2022年3月時点）。
- 番・番地等 : 
  - 小学校 : 横須賀市立夏島小学校
  - 中学校 : 横須賀市立追浜中学校

## 事業所
2021年（令和3年）現在の経済センサス調査による事業所数と従業員数は以下の通りである。
| 町丁   | 事業所数  | 従業員数 |
| ------ | --------- | -------- |
| 夏島町 | 127事業所 | 9,157人  |

### 事業者数の変遷
経済センサスによる事業所数の推移。
| 年                 | 事業者数 |
| ------------------ | -------- |
| 2016年（平成28年） | 120      |
| 2021年（令和3年）  | 127      |

### 従業員数の変遷
経済センサスによる従業員数の推移。
| 年                 | 従業員数 |
| ------------------ | -------- |
| 2016年（平成28年） | 8,165    |
| 2021年（令和3年）  | 9,157    |

## 施設・事業所
- 追浜公園・横須賀スタジアム
- 横須賀市立追浜中学校
- 神奈川県立追浜高等学校
- 海洋研究開発機構
- 日産自動車追浜工場
- 住友重機械工業横須賀製造所
- オカムラ追浜事業所
- 京浜急行バス追浜営業所

## その他

### 日本郵便
- 郵便番号 : 237-0061[2]（集配局 : 田浦郵便局[15]）。